# (34671) 2000 YY18
2000 YY18 (asteroide 34671) é um asteroide da cintura principal. Possui uma excentricidade de 0.20810780 e uma inclinação de 2.56752º.
Este asteroide foi descoberto no dia 21 de dezembro de 2000 por LINEAR em Socorro.